# Allgemeine Fleischer-Zeitung
Die Allgemeine Fleischer-Zeitung wurde im Jahr 1884 in Berlin gegründet. Heute erscheint sie alle zwei Wochen als afz-allgemeine fleischer zeitung im Deutschen Fachverlag in Frankfurt am Main.
Die afz erscheint im Verlagsbereich Fleischwirtschaft, in dem unter anderem auch die Zeitschrift Fleischwirtschaft erscheint. Zielgruppen der afz sind das Fleischerhandwerk und Frischeverantwortliche im Lebensmitteleinzelhandel. Zudem ist sie offizielles Organ des Deutschen Fleischer-Verbandes. Die Redaktion besteht aus vier Redakteuren und zwei Chefredakteuren.